# Akzidenz-Grotesk

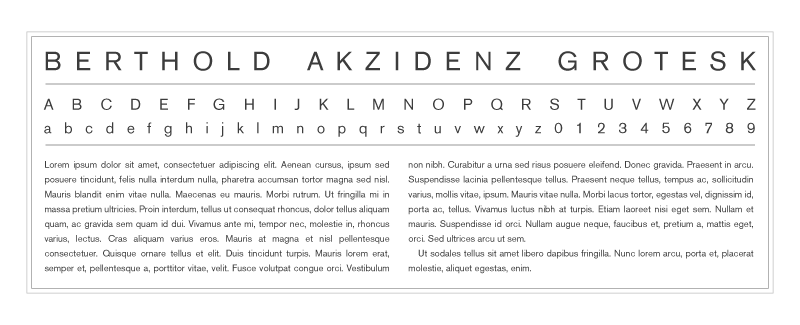

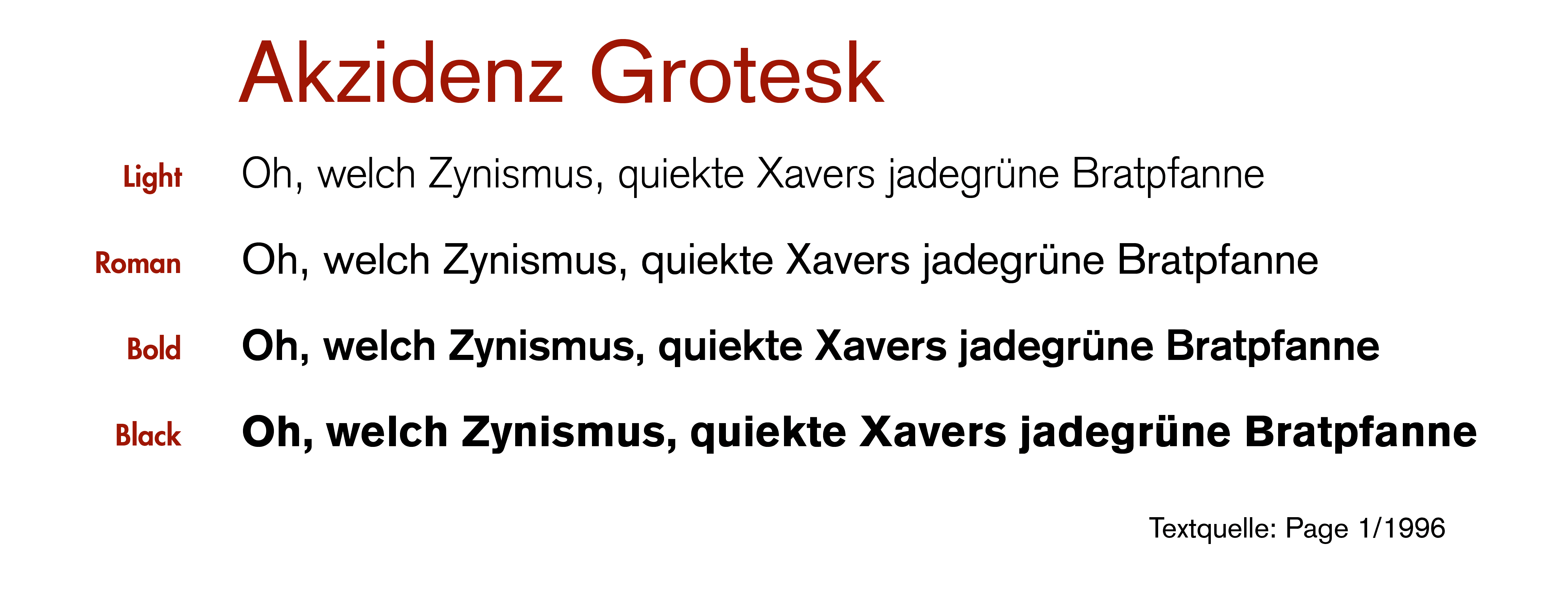
Akzidenz-Grotesk in 4 Schnitten

Die Akzidenz-Grotesk, früher Accidenz-Grotesk, kurz AG, ist eine Grotesk-Schrift, die 1898 von der H. Berthold AG herausgegeben wurde. Sie gilt als Meilenstein in der Schriftgestaltung. Zahlreiche Schrifttypen wie etwa die Helvetica wurden durch sie beeinflusst.
Der Name Akzidenz-Grotesk bezieht sich auf den Akzidenzdruck, also Gelegenheitsdrucksachen geringer Auflage, die nicht in einem Verlag erscheinen. Grotesk ist eine frühe Bezeichnung für serifenlose Schriftarten.

## Geschichte
Die heutige Akzidenz-Grotesk geht auf eine Reihe ursprünglich unzusammenhängender Schriftschnitte zurück. Günter Gerhard Lange behauptete 2003 in einem Interview in der Zeitschrift Typografische Monatsblätter, dass der deutsche Schriftschneider Ferdinand Theinhardt (1820–1906) um 1880 vier Schnitte einer Serifenlosen unter dem Namen Royal-Grotesk für die Publikationen der Königlich-Preußischen Akademie der Wissenschaften zu Berlin schnitt. 1908 übernahm die H. Berthold AG die Theinhardtsche Schriftgießerei und integrierte angeblich die inzwischen sehr beliebte Royal in ihre Akzidenz-Grotesk-Schriftfamilie. Diese Theorie ist jedoch nicht bewiesen. Es fanden sich bisher keine Beispiele der Royal-Grotesk in Schriftmustern oder Anwendungen von 1880 bis 1908. 
Nach heutigem Kenntnisstand entstand die Akzidenz-Grotesk bei Berthold. Der Normalschnitt der Akzidenz-Grotesk wurde 1898 erstmals vorgestellt. Eine ausführliche Gemeinschaftsanzeige mit Bauer & Co. Stuttgart – einer Schriftgießerei die Berthold 1897 übernahm – erschien 1899. Die Royal-Grotesk wurde 1903 von Berthold veröffentlicht. Bis 1909 folgten halbfette, fette und breite Schnitte. Ursprünglich beinhaltete die Schriftfamilie keinen kursiven Schnitt. Ältere Groteskschriften aus dem Berthold Katalog, wie die Steinschrift und Bücher-Grotesk, wurden in die Familie integriert, die ab 1926 einheitlich unter dem Namen Akzidenz-Grotesk (nun mit ›k‹ geschrieben) angeboten wurde. Nur die magere Royal-Grotesk war bis in die 1960er Jahre unter ihrem alten Namen erhältlich, wurde aber als mit der Akzidenz-Grotesk Familie kompatibel kombinierbar beworben.
Generell muss bei der Akzidenz-Grotesk bedacht werden, dass die H. Berthold AG immer wieder Anteile an anderen Schriftgießereien gekauft, oder diese ganz übernommen hat. Folglich besteht die Möglichkeit, dass einzelne Schriftschnitte oder sogar einzelne Typenformen von Groteskschriften der übernommenen Betriebe stammen und die Akzidenz-Grotesk daher eher als Kondensat der Werke vieler anonym gebliebener (Mittel-)Europäischer Typografen und Schriftgießer zu verstehen ist, als das geniale Opus einer Einzelperson. Zum Ausdruck kommt dies darin, dass zwischen den einzelnen Schnitten der heutigen Akzidenz-Grotesk viele stilistische Inkonsistenzen wahrnehmbar sind.
Die Akzidenz-Grotesk wurde als Auszeichnungsschrift entworfen, da diese Art von Schrift für den damals an Bedeutung gewinnenden Anzeigendruck zunehmend gefragt war.
Ab 1930 verlor die Schrift an Popularität, da geometrischere Schriften wie Futura bevorzugt wurden – jedoch erlebte sie seit den 1950er Jahren wieder einen Aufschwung durch die Schweizer Typografie.

### Vermarktung und Vertrieb – ungeklärte Rechtsnachfolge
Die originale Akzidenz-Grotesk wurde 1898 von der 1858 gegründeten H. Berthold AG herausgebracht, die bereits 1900 die führende Schriftgießerei Deutschlands war. Sie war in der Entwicklung durchaus wegweisend, verlor aber in den 1980er Jahren ihren Vorsprung und meldete 1993 Konkurs an. Seitdem werden die Schriften von verschiedenen Anbietern vermarktet.
Die Chicagoer Berthold Types Ltd., eine jener Firmen, die die Kopierrechte an den Schriften der H. Berthold AG beansprucht, übernahm den Vertrieb der digitalen Schriftbibliothek von Berthold und hat mehrere neue Schriftschnitte unter der Anweisung von Günter Gerhard Lange herausgebracht, der zwar 1990 in Rente gegangen ist, aber bis zu seinem Tod 2008 als künstlerischer Berater arbeitete. Dieses Unternehmen erweiterte die Akzidenz-Grotesk um Griechisch und Kyrillisch. Ebenfalls wurde eine Variante unter dem einstigen Namen Royal-Grotesk herausgebracht, die vier Schriftschnitte umfasst.
Ab 2008 begann Linotype die Berthold-Schriften im Webshop zu verkaufen.
Verzeichnis der Akzidenz-Grotesk der H. Berthold AG
| Schnitt (Berthold-Name)                                                                                            | Erstguss | Schriftenentwurf     |
| --- | -------- | -------------------- |
| mager | 1903     | Hausschnitt          |
| normal | 1898     | Hausschnitt          |
| kursiv | 1967     | Günter Gerhard Lange |
| halbfett | 1909     | Hausschnitt          |
| kursiv halbfett | 1963     | Günter Gerhard Lange |
| fett | 1909     | Hausschnitt          |
| kursiv fett | 1968 1)  | Günter Gerhard Lange |
| super | 1968     | Günter Gerhard Lange |
| schmalmager | 1953     | Hausschnitt          |
| eng | 1912     | Hausschnitt          |
| schmalhalbfett | 1896     | Hausschnitt          |
| schmalfett | 1896     | Hausschnitt          |
| extra | 1958     | Günter Gerhard Lange |
| kursiv extra | 1968     | Günter Gerhard Lange |
| extrafett | 1966     | Günter Gerhard Lange |
| Skelett | 1914     | Hausschnitt          |
| breitmager | 1911     | Hausschnitt          |
| breit | 1908     | Hausschnitt          |
| breithalbfett | 1963 2)  | Hausschnitt          |
| breitfett | 1957     | Hausschnitt          |
| kursiv breitfett                                                                                                   | 1957 1)  | Hausschnitt          |
| Buch ultraleicht                                                                                                   | 1972     | Günter Gerhard Lange |
| Buch kursiv ultraleicht                                                                                            | 1972     | Günter Gerhard Lange |
| Buch mager | 1969     | Günter Gerhard Lange |
| Buch kursiv mager                                                                                                  | 1972     | Günter Gerhard Lange |
| Buch normal | 1969     | Günter Gerhard Lange |
| Buch kursiv | 1969     | Günter Gerhard Lange |
| Buch halbfett | 1969     | Günter Gerhard Lange |
| Buch kursiv halbfett                                                                                               | 1972     | Günter Gerhard Lange |
| Buch fett | 1972     | Günter Gerhard Lange |
| Buch kursiv fett                                                                                                   | 1972     | Günter Gerhard Lange |
| Buch schmalmager                                                                                                   | 1972     | Günter Gerhard Lange |
| Buch kursiv schmalmager                                                                                            | 1973     | Günter Gerhard Lange |
| Buch schmal | 1972     | Günter Gerhard Lange |
| Buch schmalhalbfett                                                                                                | 1972     | Günter Gerhard Lange |
| Buch schmalfett | 1972     | Günter Gerhard Lange |
| Buch breitmager | 1972     | Günter Gerhard Lange |
| Buch breit | 1972     | Günter Gerhard Lange |
| Buch breithalbfett                                                                                                 | 1972     | Günter Gerhard Lange |
| Buch breitfett | 1972     | Günter Gerhard Lange |
| Buch halbfett licht                                                                                                | 1980     | Günter Gerhard Lange |
| Buch fett licht | 1980     | Günter Gerhard Lange |
| Buch Inline halbfett schattiert                                                                                    | 19??     | ?                    |
| Buch Rounded normal                                                                                                | 1980     | Günter Gerhard Lange |
| Buch Rounded halbfett                                                                                              | 1980     | Günter Gerhard Lange |
| Buch Rounded fett                                                                                                  | 1980     | Günter Gerhard Lange |
| Buch Rounded schmalfett                                                                                            | 1980     | Günter Gerhard Lange |
| Buch Rounded halbfett licht                                                                                        | 1980     | Günter Gerhard Lange |
| Buch Rounded fett licht                                                                                            | 1980     | Günter Gerhard Lange |
| Buch Rounded schmalfett licht                                                                                      | 1980     | Günter Gerhard Lange |
| Buch White halbfett schattiert                                                                                     | 19??     | ?                    |
| Buch Stencil halbfett                                                                                              | 1985     | Günter Gerhard Lange |
| Old Face normal | 1984     | Günter Gerhard Lange |
| Old Face halbfett                                                                                                  | 1984     | Günter Gerhard Lange |
| Old Face fett | 1984     | Günter Gerhard Lange |
| Old Face licht | 1984     | Günter Gerhard Lange |
| Old Face fett licht                                                                                                | 1984     | Günter Gerhard Lange |
| Old Face schattiert                                                                                                | 1984     | Günter Gerhard Lange |
| Schulbuch normal                                                                                                   | 1983     | Hausschnitt          |
| Schulbuch halbfett                                                                                                 | 1983     | Hausschnitt          |
| Serie 57 | 1959     | Hausschnitt          |
| Serie 57 kursiv | 1967     | Hausschnitt          |
| Serie 58 halbfett                                                                                                  | 1959     | Hausschnitt          |
| enge (russisch) | 1927     | Hausschnitt          |
| 1) Klingspor Museum, H. Berthold AG 2) Berthold Types nennt 1961, Berthold-Musterkartei nach DIN 16507 jedoch 1963 |          |                      |

## Einfluss
Gestalter nachfolgender serifenloser Modelle bezogen sich häufig auf bereits bekannte Schriftformen.

### Helvetica
Die Akzidenz-Grotesk gilt als die Schrift, von der sich Max Miedinger bei der Gestaltung der Neuen Haas-Grotesk, die später in Helvetica umbenannt wurde, inspirieren ließ. Die Akzidenz-Grotesk und die Helvetica ähneln einander stark. Unterschiede finden sich beispielsweise bei den Zeichen a, c, C, G, J, R, Q, ?, 2 und 7. Weiterhin ist die Mittellänge der Helvetica größer.

### Folio
Gleichzeitig mit der Helvetica kam 1957 auch die Folio auf den Markt. Sie gilt auch als von der Akzidenz-Grotesk beeinflusst, war aber nur wenig erfolgreich.

### Maxima
In der DDR war als ähnlichste Schrift die Maxima von Gert Wunderlich erhältlich. Dies lag daran, dass auf dem Gebiet der DDR anfangs nur Schriften der VEB Typoart und keine Schriften aus dem Westen verfügbar waren.

### Theinhardt
Das Schweizer Unternehmen Optimo brachte 2009 eine Grotesk unter dem Namen Theinhardt heraus, die von François Rappo gestaltet wurde und der Akzidenz-Grotesk äußerst ähnlich ist. Sie wurde vom New York Times Magazine als Auszeichnungsschrift eingesetzt.

## Klassifikation der Schrift
- Nach DIN 16518 kategorisiert man die Akzidenz-Grotesk in der Gruppe VI – Serifenlose Linear-Antiqua
- In der Klassifikation nach Formprinzip wird sie als statische Grotesk bezeichnet

## Verwendung der Schrift (Beispiele)
- Bei der Firma Braun erhielt die Schrift 1955 mit Beauftragung von Otl Aicher, ehem. Rektor der Ulmer hfg, Einzug in die Gestaltungsrichtlinien des Unternehmens.[9]
- Für die Kampagne von Nicolas Sarkozy bei der französischen Präsidentschaftswahl 2012 wurde der Slogan LA FRANCE FORTE in der Akzidenz-Grotesk gesetzt.[10]
- Credit Suisse, McDonald’s, Nissan, Subaru, Vimentis und die Flughafen Zürich AG verwenden/verwendeten die Akzidenz als Hausschrift.
- Das von Massimo Vignelli entworfene Leitsystem der New Yorker U-Bahn nutzte ursprünglich die Akzidenz-Grotesk (heute Helvetica).
- Die Zeitschrift Technology Review des MIT verwendet Akzidenz-Grotesk als Serifenlose für Titelblatt, Untertitel, Inhaltsverzeichnis und Infoboxen.
- Seit 2013 nutzt Saab Automobile die Schrift.
- Für das Logo von Donald Trump wird die Akzidenz Grotesk genutzt.
- Die Handelskette Spar verwendet die Schrift für die bebilderte Seite der Etiketten seiner Premium-Marke SPAR Premium.
- Das Amerikanische Rote Kreuz verwendet die Akzidenz-Grotesk in Kombination mit der Serifenschrift Georgia.
- Die Fraktion der Progressiven Allianz der Sozialdemokraten im Europäischen Parlament verwendet die Akzidenz-Grotesk für ihr Logo.
- Bis 1981 wurde eine Variante der Akzidenz-Grotesk für Bahnhofsschilder in der Schweiz verwendet.

Beispiele für die Verwendung der Akzidenz-Grotesk
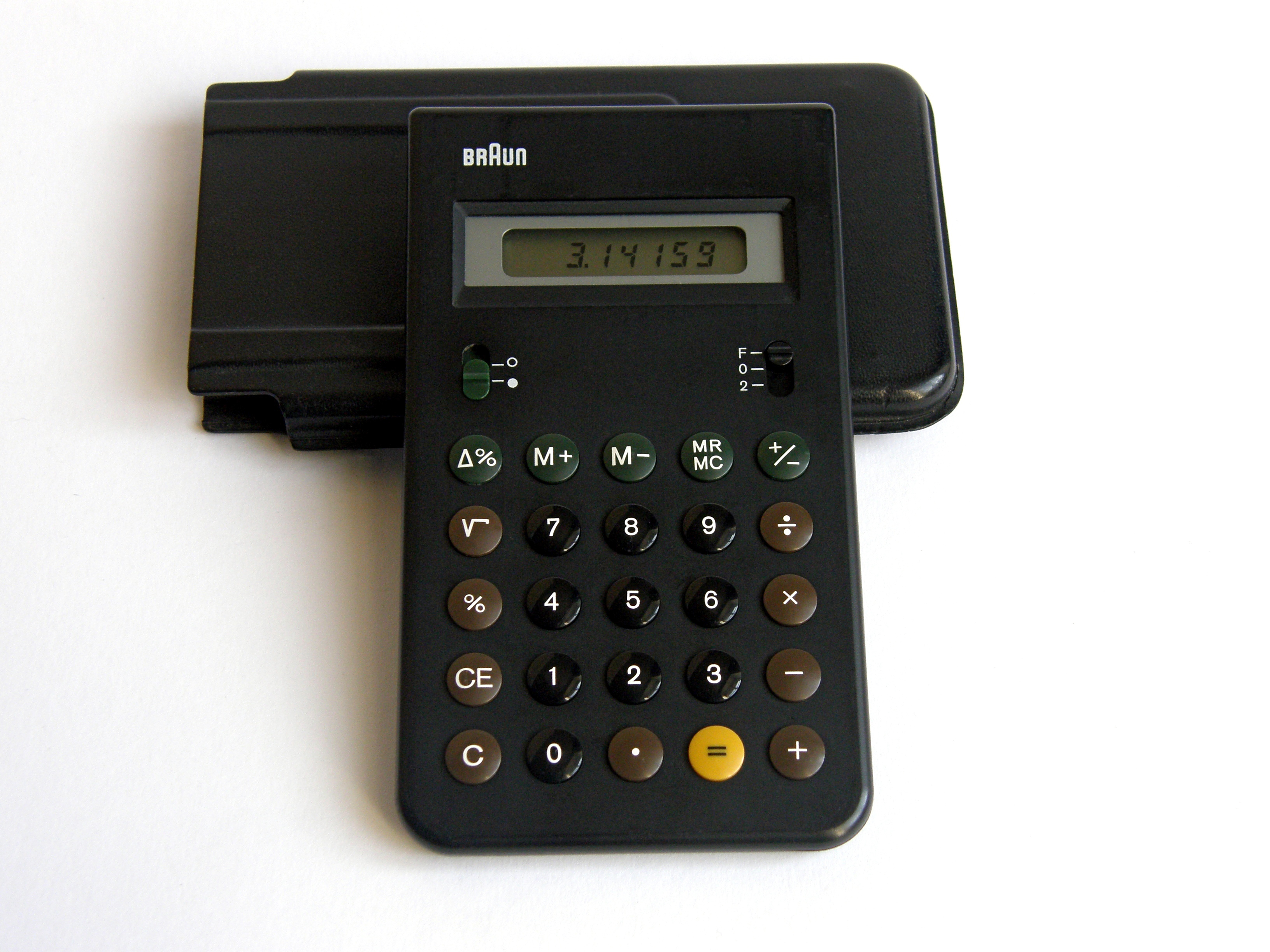
Akzidenz-Grotesk war einst die Hausschrift des Elektrogeräteherstellers Braun
Das Leitsystem der New Yorker U-Bahn basierte von 1967 bis 1979 auf der Akzidenz-Grotesk
Für das Logo des Kosmetik-Konzerns L’Oréal wurde die Akzidenz Grotesk leicht abgewandelt.
Früheres Logo der Credit Suisse gesetzt in der Akzidenz-Grotesk, 1997–2006
Die Akzidenz-Grotesk diente als Grundlage für das Logo des französischen Areva-Konzern
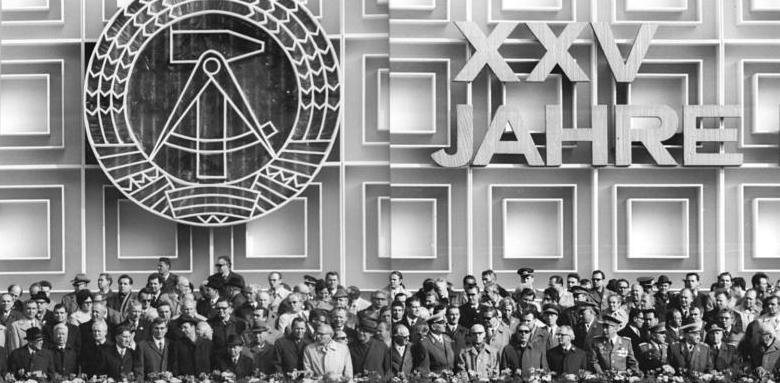
25 Jahrestag der DDR. Im Hintergrund ist das Motto in der Akzidenz-Grotesk gesetzt
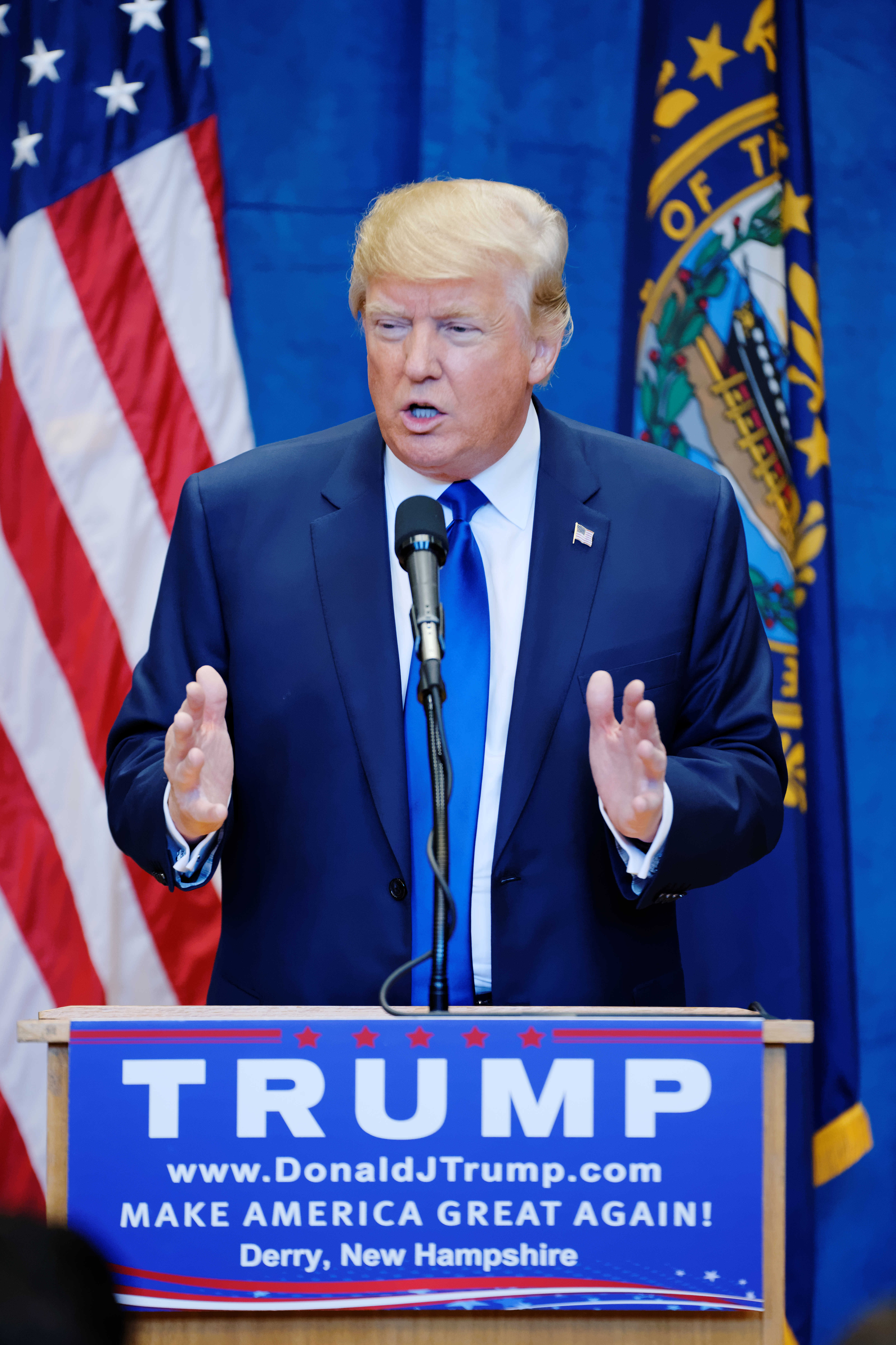
Der Schriftzug Trump von Donald Trump ist in der Akzidenz-Grotesk gesetzt.
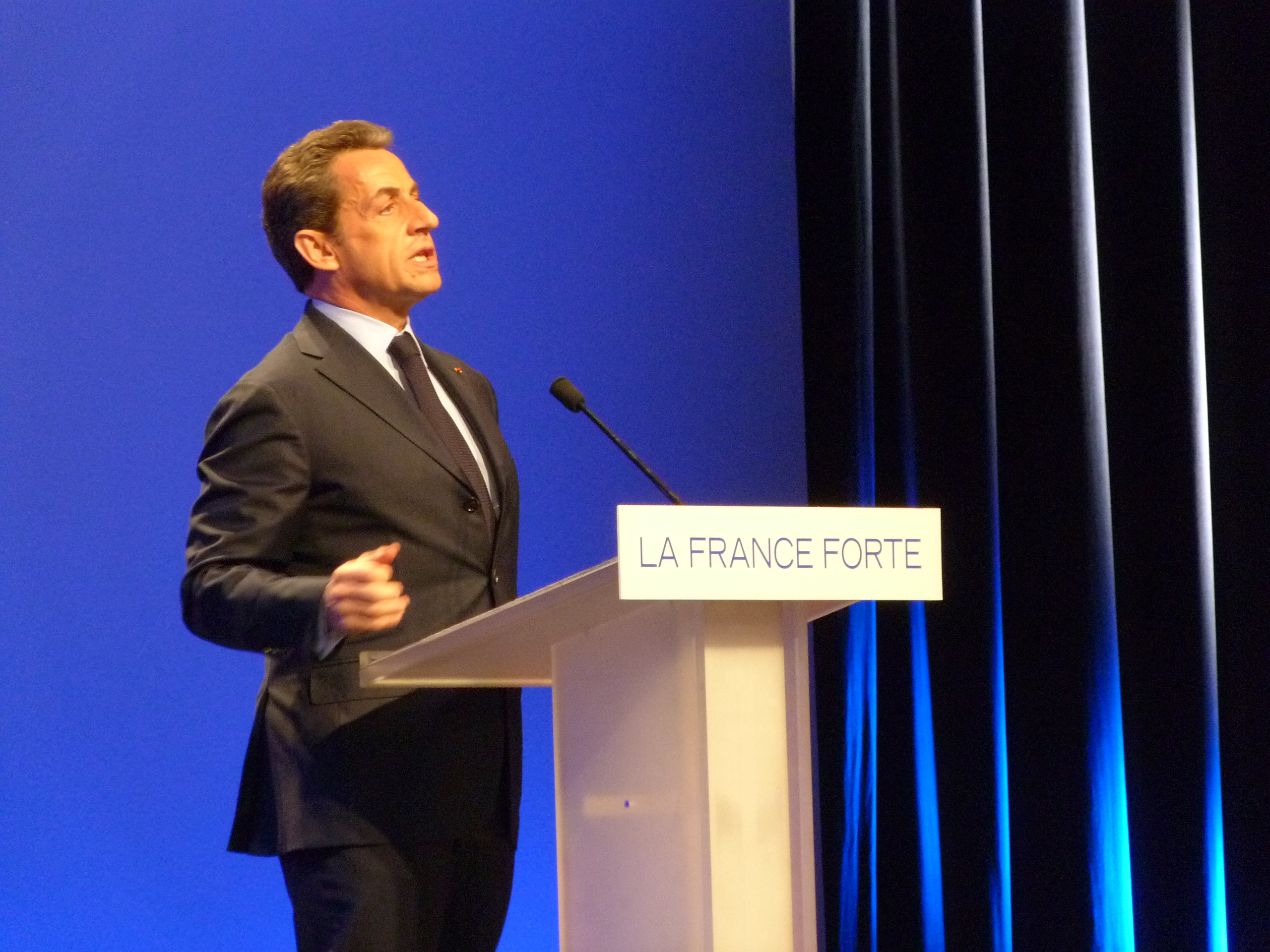
Sarkozy im Wahlkampf. Der Slogan „La France Forte“ gesetzt in der Akzidenz-Grotesk
RECARO Logo
Logo des amerikanischen roten Kreuzes
Schriftzug der österreichischen Fussballliga gesetzt in der Akzidenz Grotesk
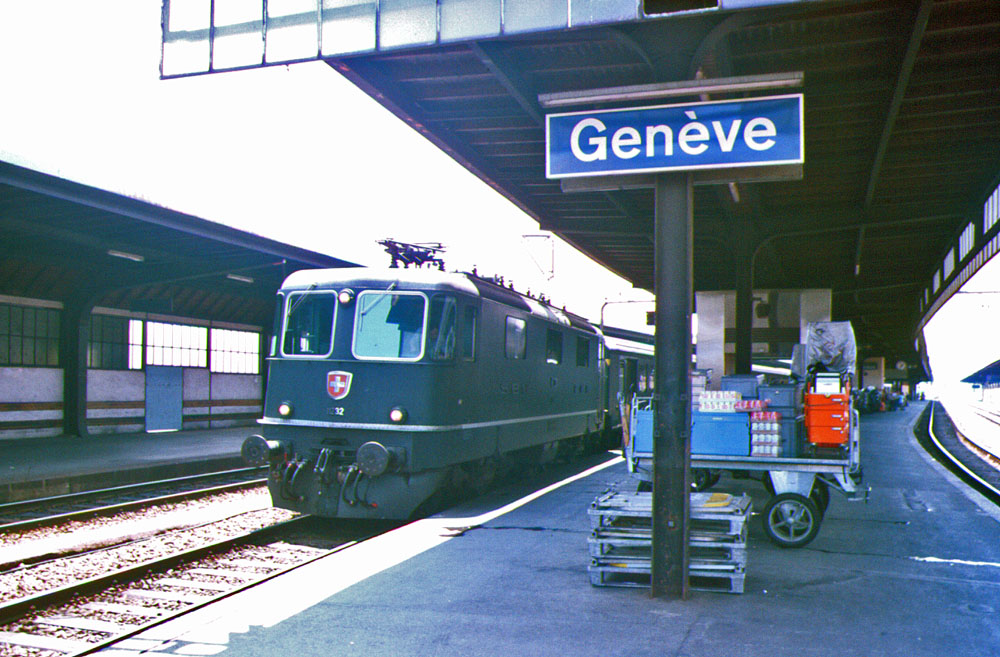
Schweizer Bahnhofsschild in Akzidenz-Grotesk